# Moose Jaw Warriors
Moose Jaw Warriors är ett kanadensiskt proffsjuniorishockeylag som är baserat i Moose Jaw, Saskatchewan och har spelat i den nordamerikanska proffsjuniorligan Western Hockey League (WHL) sedan 1984. De har dock sitt ursprung i Winnipeg Warriors som spelade i WHL mellan 1980 och 1984. Laget spelar sina hemmamatcher i Mosaic Place, som har en publikkapacitet på 4 714 åskådare. De har varken vunnit Memorial Cup eller WHL under sin existens som lag.
Warriors har fostrat spelare som Johnny Boychuk, Dustin Boyd, Kyle Brodziak, Troy Brouwer, Curtis Brown, Kelly Buchberger, Deryk Engelland, Tomáš Fleischmann, Theoren Fleury, Travis Hamonic, Quinton Howden, Mike Keane, Sheldon Kennedy, Paul Kruse, Pavel Kubina, Brooks Laich, Reed Low, Jamie Lundmark, Jim McKenzie, Lyle Odelein, Dale Purinton, Morgan Rielly, Aaron Rome, Ryan Smyth, Rastislav Staňa, Ryan Stanton, Brian Sutherby, Brayden Point och Roman Vopat som alla tillhör alternativt tillhörde olika medlemsorganisationer i den nordamerikanska proffsligan National Hockey League (NHL).